# Echeveria subcorymbosa
Echeveria subcorymbosa är en fetbladsväxtart som beskrevs av M. Kimnach och R.V. Moran. Echeveria subcorymbosa ingår i släktet Echeveria och familjen fetbladsväxter. Inga underarter finns listade i Catalogue of Life.